# Luigi Pagliani
Luigi Pagliani (Genola, 25 ottobre 1847 – Torino, 4 giugno 1932) è stato un igienista italiano. Ha svolto un ruolo importante nell'ordinamento della sanità pubblica italiana

## Biografia
Fu allievo di Jacob Moleschott, amico e collaboratore di Giulio Bizzozero e Angelo Mosso. Si laureò nel 1868 in medicina a Torino, e in questa università fu poi titolare della prima cattedra di Igiene istituita in Italia; co-fondatore nel 1878 della Società di Igiene, assieme a Giacinto Pacchiotti. Chiamato a Roma da Francesco Crispi per il riassetto della politica sanitaria nazionale, nel 1886 fu alla guida della nuova Direzione Generale di Sanità, presso il ministero dell'Interno. In questo incarico ottenne notevoli successi, per esempio nella lotta contro il colera nel Mezzogiorno e in Sicilia, oppure nella contribuzione all'identificazione dell'anchilostomiasi quale responsabile della grave anemia dei minatori adibiti al traforo del San Gottardo, precedentemente individuata dagli studi di Edoardo Perroncito. Del suo gruppo di lavoro fece parte anche Achille Sclavo.
Massone, fu iniziato nel 1888 nella Loggia romana Cola di Rienzi del Grande Oriente d'Italia e all’inizio degli anni Novanta fu Consigliere dell’Ordine e membro della Commissione di solidarietà massonica. Il 25 marzo 1889 fu fatto membro onorario della loggia Concordia di Firenze. Nel 1906 si mise "in sonno" per solidarietà con Tommaso Villa e altri senatori e deputati massoni che per aver appoggiato una lista locale insieme ai clericali  erano stati espulsi dal Gran maestro Ettore Ferrari. Nel 1907 prese pubblicamente posizione contro l’insegnamento del catechismo nelle scuole elementari e nel 1908 venne rieletto nel Consiglio dell’Ordine del Grande Oriente d'Italia e nominato membro effettivo del Supremo Consiglio del Rito scozzese antico ed accettato.

## Scritti in volume (Scelta)
- Luigi Pagliani, Sopra alcuni fattori dello sviluppo umano : ricerche antropometriche, Torino : Stamparia Reale, 1876
- Angelo Mosso e Luigi Pagliani, Critica sperimentale della attività diastolica del cuore, pei dottori A. Mosso e L. Pagliani, Torino : Vercellino, 1876
- Luigi Pagliani ed Cesare Abbati, Un progetto di ospedale per le malattie contagiose, pei dott. L. Pagliani ed ing. C. Abbati, Torino : Tip. Vercellino, 1878
- Camillo Bozzolo e Luigi Pagliani, L'anemia al traforo del Gottardo dal punto di vista igienico e chimico, Milano : G. Civelli, 1880
- Luigi Pagliani, La polizia sanitaria in Italia di fronte alle epidemie di colera, Roma : tip. Camera dei Deputati, 1886
- Consiglio superiore di sanità, Relazione al Consiglio superiore di sanità intorno allo ordinamento della Direzione della sanità pubblica ed agli atti da essa compiuti dal 1º luglio 1887 al 31 dicembre 1889 letta in seduta del 18 gennaio 1890, dal direttore prof. Luigi Pagliani, Roma : Stabilimento tipografico italiano, 1890
- Luigi Pagliani, La profilassi europea contro i morbi epidemici esotici e la convenzione della Conferenza sanitaria internazionale di Venezia, Roma : Tip. Delle Mantellate, 1894
- Luigi Pagliani, Sulle condizioni igieniche e sanitarie dei lavori al traforo del Sempione, Torino : Tip. Lit. Camilla e Bertolero di Natale Bertolero, 1900
- Luigi Pagliani, Le abitazioni igieniche ed economiche per le classi meno abbienti nel secolo XIX, Torino : Tip. e Lit. Camilla e Bertolero, 1902
- Luigi Pagliani, Lezioni d'igiene del prof. Pagliani, compilate per cura di G. Volpino, Torino : F. Gili, 1910
- Luigi Pagliani, Trattato di igiene e di sanità pubblica : colle applicazioni alla ingegneria e alla vigilanza sanitaria. Vol. I: Dei terreni e delle acque in rapporto colla igiene e colla sanità pubblica, nozioni preliminari e parte generale; Vol. II: Degli ambienti liberi e confinati in rapporto colla igiene e colla sanità pubblica, Milano : Vallardi, 1912-1920
- Luigi Pagliani, Lo sviluppo dell'organismo umano nell'infanzia, puerizia, adolescenza, pubertà e giovinezza, con deduzioni igieniche, pedagogiche e sociali, Torino : Paravia, 1925
- Luigi Pagliani, Le piante aromatiche e da profumo, Torino : UTET, 1933